# (19730) Machiavelli
(19730) Machiavelli ist ein Asteroid des Hauptgürtels, der am 7. Dezember 1999 vom US-amerikanischen Amateurastronomen Charles W. Juels am Observatorium von Fountain Hills (IAU-Code 678) im US-Bundesstaat Arizona entdeckt wurde.
Der Asteroid wurde am 24. Juli 2002 nach dem florentinischen Politiker, Diplomaten, Philosophen, Geschichtsschreiber und Dichter Niccolò Machiavelli (1469–1527) benannt, der wegen seines Werks Il Principe („Der Fürst“) als einer der bedeutendsten Staatsphilosophen der Neuzeit gilt.